# 汶萊國徽
汶萊國徽原為皇家標記，後於1940年正式採納為國徽。汶萊國徽由上而下依次為小紅旗、華蓋、雙翼、棕櫚樹、寫有爪夷文標語「永遠服侍於真主的指引」的紅新月（象徵汶萊是伊斯蘭教國家），以及寫有爪夷文國名「汶萊達魯薩蘭國」（بروني دارالسلام）的紅色綬帶，左右為雙手。1959年5月29日汶萊頒布新憲法後，汶萊國旗亦加入國徽圖案。

## 意涵
小旗和華蓋代表汶萊的皇室，雙手代表汶萊政府謀取和平、福利與繁榮的決心，雙翼代表汶萊的和平、公正、安寧與繁榮受到保護，上弦月則代表汶萊主要的宗教信仰和國教——伊斯蘭教。

## 其他版本
| 版本 | 說明                         |
| ---- | ---------------------------- |
|      | 蘇丹徽章                     |
|      | 1932年－1950年期間使用的版本 |
|      | 1950年－1959年使用使用的版本 |

## 外部連結
- 文萊政府網站